# كراكي رمحي
الكراكي الرمحي أ (الاسم العلمي: Esox lucius) (بالإنجليزية: Northern pike)‏ هو جنس من الأسماك يتبع الفصيلة الكراكية من رتبة الكراكيات.
وهو نوع من الأسماك المفترسة شائع في المياه العذبة والمائلة للملوحة في نصف الكرة الشمالي. تم إدخال هذه الأسماك خارج بيئتها الأصلية، ولا سيما في المغرب، من قبل المستوطنين الفرنسيين في بداية القرن العشرين، في بحيرات مثل أكلمام أزيزا وبحيرة أكلمام سيدي علي.

## الحجم
يتراوح حجمها في مرحلة البلوغ من 30 إلى 110 سم ووزنها يتراوح بين 2 و10 كجم. ومع ذلك، فإن الفراخ التي تزيد عن 130 سم وأكثر من 30 كيلوجرام موجودة ولكنها أقل تواتراً (وهم عادة من الإناث). في فرنسا. السجل الحالي لأكبر كراكي رمحي والتي وافق عليها الاتحاد الدولي لرياضة الصيد هو عينة من 147 سم إلى 31 كغم شوهدت في عام 1983 في ألمانيا.

## موطنه
الموطن الأصلي للكراكي الرمحي مهدد بشدة، فالحفر الصغيرة أو المحاجر التي تتيح له مواطن بديلة وبيئة طبيعية غالباً ما تتأثر سلباً من جراء الأنشطة البشرية (تلوث المياه والصيد الجائر والصرف الصحي أو ملء العديد من السهول الفيضية، وزيادة المغذيات، وسحب المياه الزائد، الخ). وعلى وجه الخصوص، فالمسطحات المائية المواتية لتكاثره والعديد من المناطق الضحلة لأولاده قد أزيلت في كثير من الأحيان.